# Кнежевич, Миляна
Миля́на Кне́жевич (серб. Миљана Кнежевић / Miljana Knežević) — сербская гребчиха-байдарочница, выступала за сборную Сербии во второй половине 2000-х годов. Бронзовый призёр чемпионата мира, бронзовый призёр чемпионата Европы, многократная победительница и призёрка регат национального значения.

## Биография
Серьёзно заниматься греблей начала с раннего детства, проходила подготовку в начальной школе «Десанка Максимович» в городе Бачка-Паланка. Впервые заявила о себе в 1997 году, выиграв национальное первенство по гребле на байдарках и каноэ в своей возрастной группе (впоследствии в общей сложности 25 раз становилась чемпионкой страны в разных возрастных группах, как среди юниоров, так и среди взрослых спортсменов).
Первого серьёзного успеха на взрослом международном уровне Миляна Кнежевич добилась в сезоне 2007 года, когда попала в основной состав сербской национальной сборной и побывала на чемпионате мира в немецком Дуйсбурге, откуда привезла награду бронзового достоинства, выигранную в зачёте четырёхместных женских байдарок на дистанции 200 метров совместно с такими гребчихами как Антония Панда, Рената Кубик и Марта Тибор — в финале их опередили только титулованные экипажи из Германии и Венгрии.
Год спустя Кнежевич продолжила соревноваться в основном составе гребной команды Сербии и благодаря череде удачных выступлений удостоилась права защищать честь страны на чемпионате Европы в Милане. С теми же партнёршами в той же двухсотметровой дисциплине байдарок-четвёрок вновь выиграла бронзовую медаль — на сей раз в финальном решающем заезде их обошли команды из Венгрии и России. Пыталась пройти отбор на летние Олимпийские игры 2008 года в Пекине, но не смогла этого сделать из-за слишком высокой конкуренции в олимпийских дисциплинах (её коронная дисциплина К-4 200 м не входила в программу Олимпийских игр).